# Горна челюст
Горната челюст (на латински: maxilla) е чифтна кост от лицевия череп (на латински: splanchnocranium) на главата на черепните гръбначните животни и човека.
Тя се състои от две компактни костни плочки – латерална и медиална, между които е разположена спонгиозна костна тъкан. На базалния ръб на максилата се разполагат зъбните алвеоли. Над тях, между двете компактни костни плочки се намира горночелюстният синус (на латински: sinus maxillaris). От медиалната компактна плочка под прав ъгъл се отделя компактният небцов израстък (на латински: processus palatinalis), който образува костната основа на твърдото небце.
Краниодорзално горната челюст граничи с носната кост, а каудодорзално – с челната, слъзната и яблъчната кости.